# Robert Creeley

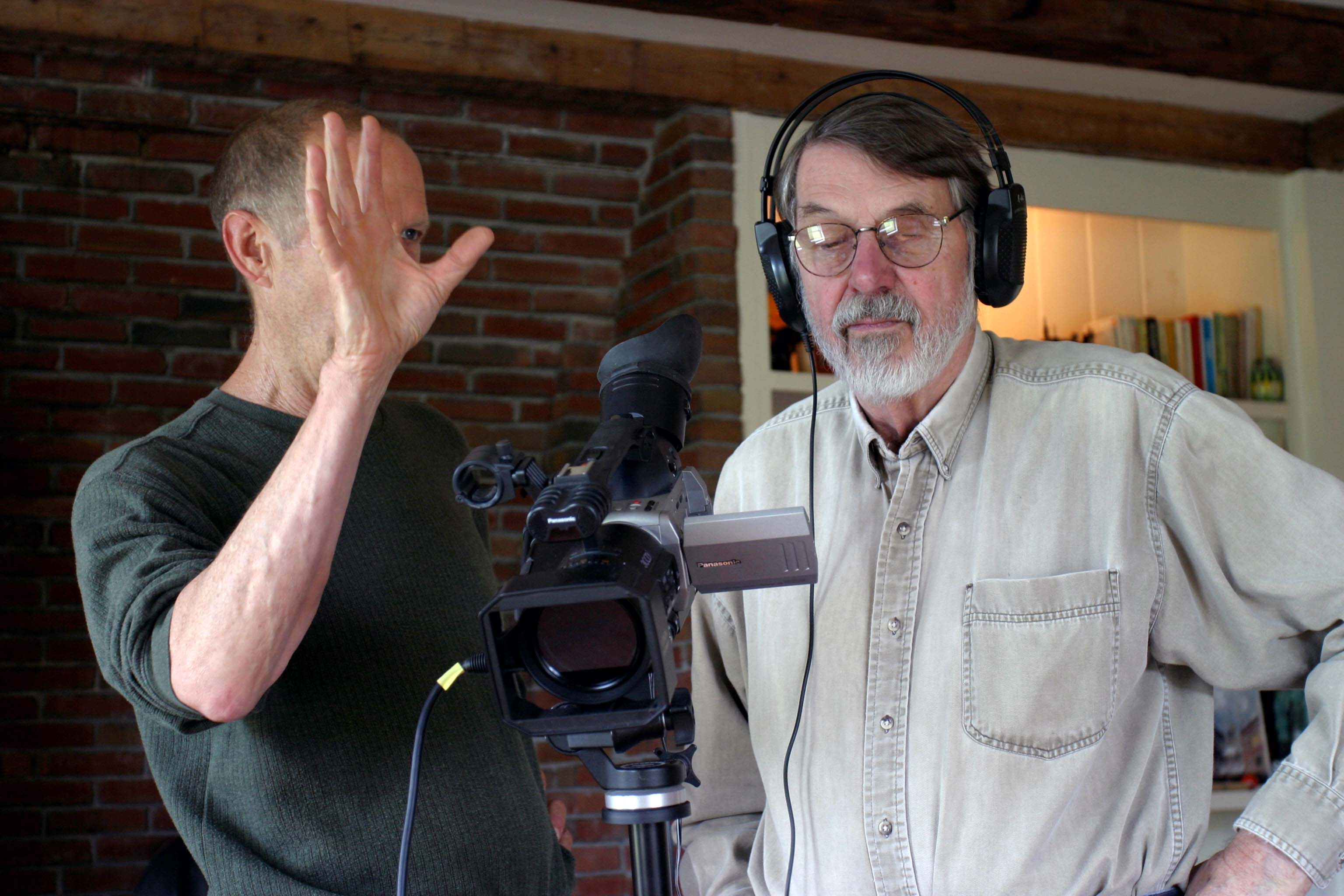
Robert Creeley och Allan Graham, under inspelningen av "Add-Verse" 2004. Foto: Gloria Graham.

Robert Creeley, född 21 maj 1926 i Arlington i Massachusetts, död 30 mars 2005 i Odessa i Texas, var en amerikansk författare.
Creeley associerades sedan 1950-talet med en poetisk skola eller riktning kallad Black Mountain poets. Åren 1953-57 var han redaktör för tidskriften Black Mountain Review, ett ledande forum för experimentell dikt. Han brukar också ses som en representant för beatgenerationen.